# Avto Endeladze
Avto Endeladze  (grúzul: ავთო ენდელაძე, Zugdidi, 1994. szeptember 17. –) grúz utánpótlás válogatott labdarúgó, legutóbb a Zugdidi csapatában játszott támadóként.

## Pályafutása

### Klubcsapatokban
2010-ben a Zugdidi csapatában kezdte, és 2022-ben ugyanitt fejezte be a pályafutását. A 12 év alatt csak grúz együttesekben játszott, 251 bajnoki mérkőzésen 23 gólt szerzett.

### A válogatottban
Többszörös grúz utánpótlás-válogatott. 2010 és 2015 között Grúzia U17-es, U19-es és U21-es labdarúgó-válogatottjában is játéklehetőséget kapott.
A litvániai U19-es UEFA Európa-bajnokságon az UEFA hivatalos honlapján a legjobb játékosok közé választották.

## Sikerei, díjai
- Grúz első osztályú bajnokság ezüstérmese (2): 2013–14, 2015–16
- Kupagyőztes (1): 2016
- Szuperkupa győztes (1): 2012–13
- Grúz másodosztályú bajnokság (1): 2020–21[5]